# Pretty Maids
Pretty Maids är en dansk heavy metal-grupp.
Gruppen startades av Ken Hammer som hade ett stort musikintresse. Snart hittade han flera med samma intresse. Med sin vän Ronnie Atkins startade de en liten grupp som skulle komma att bli Pretty Maids. I början var de ett coverband, men Ken och Ronnie började skriva egna låtar och de drömde att stå på en stor scen och spela live. De spelade in en demokassett, men inget danskt skivbolag ville satsa på en okänd dansk heavy metal-grupp. Pretty Maids fick senare tag på ett mindre, engelskt skivbolag som hette Bullet Records. Där släpptes Pretty Maids första EP Pretty Maids.
Pretty Maids fick därefter kontrakt med storbolaget CBS och återutgav EPn i en ommixad version. De gav ut totalt 7 album på bolagets etiketter CBS, Columbia och Epic fram till 1995, där det bäst säljande, 1987 års Future World, nådde plats 165 på Billboard 200 i USA. Bandets album på CBS producerades och mixades av bland andra Eddie Kramer, Kevin Elson, Flemming Rasmussen och Roger Glover.
Bandet spelade på Monsters of Rock-festivalen 1987 i Tyskland tillsammans med bl a Metallica och Rock Arena 85 i Poznan, Polen med bl a Hanoi Rocks, och turnerade med bland annat Saxon, Whitesnake och Deep Purple samt 2017 med Kiss. 
Pretty Maids har fortsatt ge ut album och turnera fram till 2020. Därefter har sångaren Ronnie och Atkins diagnostiserats med allvarlig lungcancer men har trots det gett ut tre soloalbum fram till och med 2023. Ken Hammer gav 2022 ut ett album med bandet Taboo. 

## Medlemmar
Nuvarande medlemmar
- Ken Hammer (Kenneth Hansen) – gitarr (1981– )
- Ronnie Atkins (Paul Christensen) – sång (1982– )
- René Shades (René Sehic) – basgitarr (2011– )
- Chris Laney (Ulf Lennart Larsson) - keyboard (2016-)

Tidigare medlemmar
- John Jacobsen - sång (1981-1982)
- John Darrow (Johnny Møller) – basgitarr (1981–1984)
- Phil Moorheed (Henrik Anderson) – trummor (1981–1991)
- Pete Collins (Jan Piete) – gitarr (1982–1984, 1985–1989)
- Alan Owen (Allan Nielsen) – keyboard (1982–1990, 2000–2002)
- Allan Delong (Allan Jensen) – basgitarr (1984–1991)
- Rick Hanson (Kim Hansen) – gitarr (1984)
- Ricky Marx (Henrik Mark) – gitarr (1989–1991)
- Dominic Gale – keyboard (1990–1996)
- Kenn Jackson (Kenn Lund Jacobsen) – basgitarr (1991–2010)
- Michael Fast Petersen – trummor (1991–2005)
- Hal Patino (Hasso Patino) – basgitarr (2010–2011)
- Allan Tschicaja – trummor (2006–2017)
- Morten Sandager – keyboard (2006–2016)
- Allan Sørensen – trummor (2017–2019)

Bidragande musiker (studio/live)
- Benny Petersen – gitarr (1984)
- Billy Cross – gitarr (1984)
- Angel Schleifer (Chris Gerhard) – gitarr (1987)
- Phil Hart (Knud Lindhard) – bakgrundssång (1987– )
- Graham Bonnet – bakgrundssång (1987)
- Ian Paice – trummor (1990)
- Roger Glover – basgitarr (1990)
- Freddy George Jensen – harpa (1990)
- Ian Gillan – sång (1992)
- Ivan Pedersen – bakgrundssång (1992–1995)
- Henrik Hilsson – keyboard (1993)
- Jan Møller – keyboard (1997, 2001–2004)
- Jørgen Thorup – keyboards (2000)
- René Shades (René Sehic) – gitarr (2004)
- Jacob Troutner – keyboard (2004)
- Søren Andersen – gitarr (2014)

## Diskografi
Studioalbum
- Red, Hot and Heavy (1984)
- Future World (1987)
- Jump The Gun / Lethal Heroes (1990)
- Sin-Decade (1992)
- Stripped (1993)
- Scream (1994)
- Spooked (1997)
- Anything Worth Doing, Is Worth Overdoing (1999)
- Carpe Diem (2000)
- Planet Panic (2002)
- Wake Up To The Real World (2006)
- Pandemonium (2010)
- Motherland (2013)
- Louder Than Ever (2014)
- Kingmaker (2016)
- Undress Your Madness (2019)

Livealbum
- Screamin' Live (demo, kassett, 1995)
- Alive at Least (2003)
- It Comes Alive (Maid In Switzerland)  (2-CD/DVD) (2012)

EP
- Heavy Metal (1983)
- Pretty Maids (1983)
- Future World EP (1987)
- In Santa's Claws (1990)
- Offside (1992)
- Massacre Classix Shape Edition (1999)

Singlar
- "Red, Hot and Heavy" (1985)
- "Future World" (1987)
- "Love Games" (1987)
- "Savage Heart" / "Over and Out" (1990)
- "Young Blood" / "Attention" (1990)
- "If It Ain't Gonna Change" (1993)
- "Hard Luck Woman" (1997)
- "Little Drops of Heaven" (2010)
- "Mother of All Lies" (2013)
- "Sad to See You Suffer" (2013)
- "Kingmaker" (2019)

Samlingsalbum
- The Best Of: Back To Back (1998)
- First Cuts... And Then Some (1999)
- Two Originals, Vol. 2 (2003)
- Original Album Classics (2015)
- A Blast from the Past (2019) (5xCD box)